# 23281 Vijayjain
23281 Vijayjain là một tiểu hành tinh vành đai chính với chu kỳ quỹ đạo là 1292.2376862 ngày (3.54 năm).
Nó được phát hiện ngày 30 tháng 12 năm 2000.